# Domeyrat
Domeyrat é uma comuna francesa na região administrativa de Auvérnia-Ródano-Alpes, no departamento de Alto Loire. Estende-se por uma área de 9,67 km². Em 2010 a comuna tinha 196 habitantes (densidade: 20,3 hab./km²).